# Alarm (film)
 For alternative betydninger, se Alarm. (Se også artikler, som begynder med Alarm)
Alarm er en dansk kriminalfilm fra 1938, instrueret af Alice O'Fredericks og Lau Lauritzen. De har også begge skrevet manuskript med Børge Müller.

## Medvirkende
- Lau Lauritzen junior.
- Betty Söderberg
- Victor Borge – krediteret under sit fødenavn Børge Rosenbaum.
- Johannes Meyer
- Victor Montell
- Karen Jønsson
- Hans Egede Budtz
- Poul Reichhardt
- Sigurd Langberg
- Torkil Lauritzen